# Elisabeth Persson
Elisabeth Persson (n. 21 ianuarie 1964, Umeå, Comitatul Västerbotten, Suedia) este o jucătoare de curl ce a reprezentat Suedia, medaliată olimpică. A participat la 2 ediții ale Jocurilor Olimpice (1998, 2002) în care a câștigat o medalie de bronz.